# Dendrolejeunea
Dendrolejeunea là một chi rêu trong họ Lejeuneaceae.